# Президентські вибори в Італії 1971

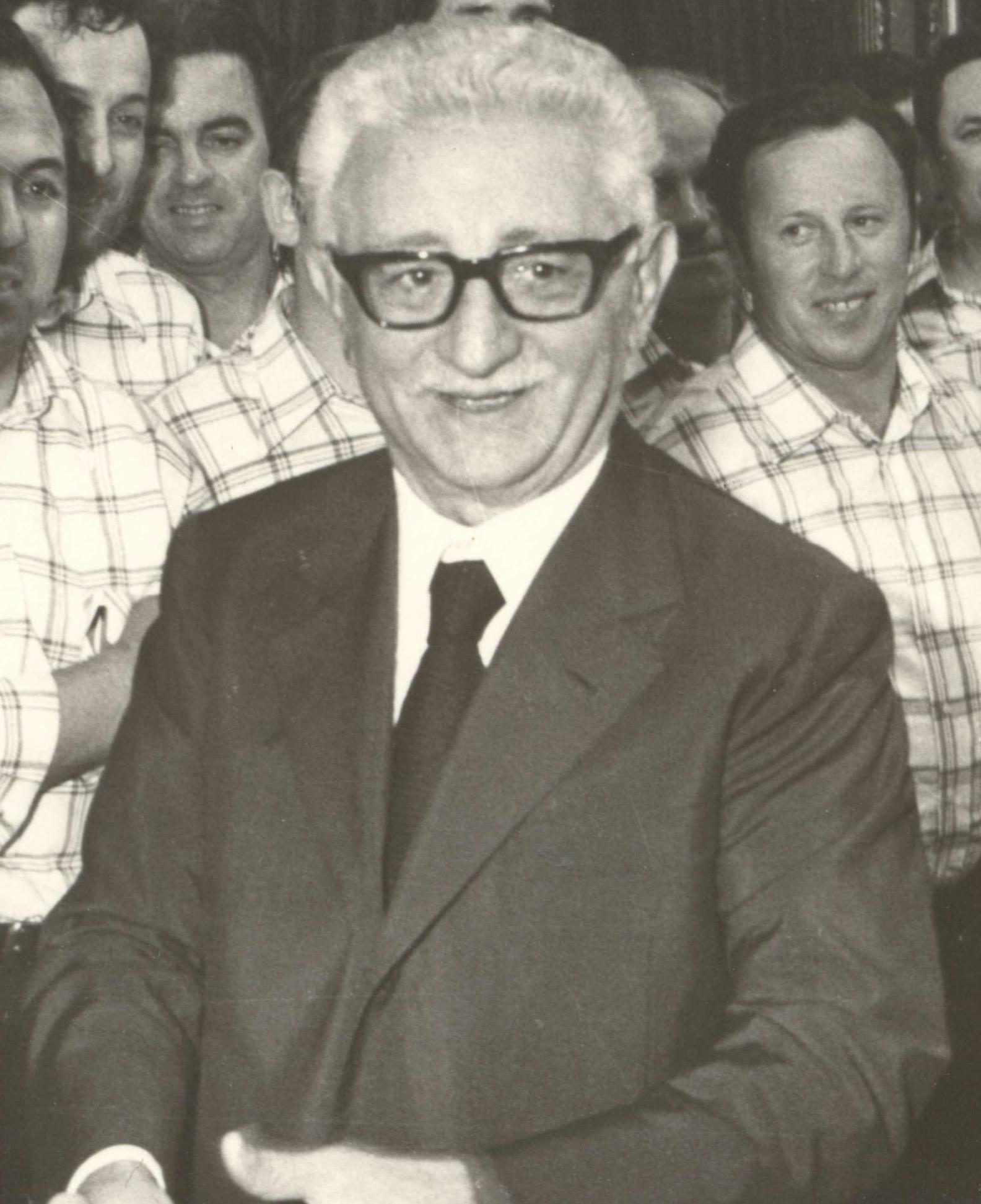
Джованні Леоне

Президентські вибори в Італії 1971 року відбулись 9-24 грудня відповідно до Конституції на спільному засіданні членів парламенту.
Для обрання президента знадобилось 23 тури голосування. За результатами останнього з них перемогу здобув Джованні Леоне.

## 1 тур
9 грудня. Присутні: 987, Голосували: 987, Утримались: 0. Число голосів, необхідне для обрання: 672
| Кандидат             | Число голосів |
| -------------------- | ------------- |
| Франческо де Мартіно | 397           |
| Амінторе Фанфані     | 384           |
| Джованні Малагоді    | 49            |
| Джузеппе Сарагат     | 45            |
| Августо де Марсаніш  | 42            |
| Пусті бюлетені       | 57            |
| Відсутні бюлетені    | 12            |
| Недійсні бюлетені    | 1             |

## 2 тур
9 грудня. Присутні: 986, Голосували: 986, Утримались: 0. Число голосів, необхідне для обрання: 672
| Кандидат             | Число голосів |
| -------------------- | ------------- |
| Франческо де Мартіно | 398           |
| Амінторе Фанфані     | 368           |
| Джованні Малагоді    | 50            |
| Джузеппе Сарагат     | 46            |
| Августо де Марсаніш  | 39            |
| Пусті бюлетені       | 77            |
| Відсутні бюлетені    | 8             |
| Недійсні бюлетені    | 0             |

## 3 тур
10 грудня. Присутні: 993, Голосували: 993, Утримались: 0. Число голосів, необхідне для обрання: 672
| Кандидат             | Число голосів |
| -------------------- | ------------- |
| Франческо де Мартіно | 404           |
| Амінторе Фанфані     | 384           |
| Джузеппе Сарагат     | 51            |
| Джованні Малагоді    | 50            |
| Августо де Марсаніш  | 38            |
| Пусті бюлетені       | 62            |
| Відсутні бюлетені    | 4             |
| Недійсні бюлетені    | 0             |

## 4 тур
10 грудня. Присутні: 997, Голосували: 997, Утримались: 0. Число голосів, необхідне для обрання: 505
| Кандидат             | Число голосів |
| -------------------- | ------------- |
| Франческо де Мартіно | 411           |
| Амінторе Фанфані     | 337           |
| Джузеппе Сарагат     | 50            |
| Джованні Малагоді    | 50            |
| Августо де Марсаніш  | 42            |
| Пусті бюлетені       | 64            |
| Відсутні бюлетені    | 3             |
| Недійсні бюлетені    | 0             |

## 5 тур
12 грудня. Присутні: 995, Голосували: 995, Утримались: 0. Число голосів, необхідне для обрання: 505
| Кандидат             | Число голосів |
| -------------------- | ------------- |
| Франческо де Мартіно | 399           |
| Амінторе Фанфані     | 385           |
| Джузеппе Сарагат     | 51            |
| Джованні Малагоді    | 51            |
| Августо де Марсаніш  | 43            |
| Пусті бюлетені       | 62            |
| Відсутні бюлетені    | 4             |
| Недійсні бюлетені    | 0             |

## 6 тур
12 грудня. Присутні: 996, Голосували: 996, Утримались: 0. Число голосів, необхідне для обрання: 505
| Кандидат             | Число голосів |
| -------------------- | ------------- |
| Франческо де Мартіно | 413           |
| Амінторе Фанфані     | 378           |
| Джузеппе Сарагат     | 50            |
| Джованні Малагоді    | 48            |
| Маріано Румор        | 6             |
| Пусті бюлетені       | 91            |
| Відсутні бюлетені    | 7             |
| Недійсні бюлетені    | 3             |

## 7 тур
13 грудня. Присутні: 986, Голосували: 562, Утримались: 424. Число голосів, необхідне для обрання: 505
| Кандидат             | Число голосів |
| -------------------- | ------------- |
| Франческо де Мартіно | 408           |
| Джузеппе Сарагат     | 51            |
| Джованні Малагоді    | 50            |
| Пусті бюлетені       | 51            |
| Відсутні бюлетені    | 2             |
| Недійсні бюлетені    | 0             |

## 8 тур
13 грудня. Присутні: 987, Голосували: 564, Утримались: 423. Число голосів, необхідне для обрання: 505
| Кандидат             | Число голосів |
| -------------------- | ------------- |
| Франческо де Мартіно | 411           |
| Джузеппе Сарагат     | 52            |
| Джованні Малагоді    | 50            |
| Пусті бюлетені       | 48            |
| Відсутні бюлетені    | 2             |
| Недійсні бюлетені    | 1             |

## 9 тур
14 грудня. Присутні: 984, Голосували: 563, Утримались: 421. Число голосів, необхідне для обрання: 505
| Кандидат             | Число голосів |
| -------------------- | ------------- |
| Франческо де Мартіно | 407           |
| Джузеппе Сарагат     | 55            |
| Джованні Малагоді    | 47            |
| Пусті бюлетені       | 48            |
| Відсутні бюлетені    | 4             |
| Недійсні бюлетені    | 2             |

## 10 тур
14 грудня. Присутні: 988, Голосували: 563, Утримались: 425. Число голосів, необхідне для обрання: 505
| Кандидат             | Число голосів |
| -------------------- | ------------- |
| Франческо де Мартіно | 404           |
| Джузеппе Сарагат     | 56            |
| Джованні Малагоді    | 48            |
| Пусті бюлетені       | 50            |
| Відсутні бюлетені    | 3             |
| Недійсні бюлетені    | 2             |

## 11 тур
15 грудня. Присутні: 1,000, Голосували: 988, Утримались: 12. Число голосів, необхідне для обрання: 505
| Кандидат             | Число голосів |
| -------------------- | ------------- |
| Франческо де Мартіно | 407           |
| Амінторе Фанфані     | 393           |
| Джузеппе Сарагат     | 56            |
| Джованні Малагоді    | 48            |
| Пусті бюлетені       | 60            |
| Відсутні бюлетені    | 22            |
| Недійсні бюлетені    | 2             |

## 12 тур
15 грудня. Присутні: 993, Голосували: 518, Утримались: 475. Число голосів, необхідне для обрання: 505
| Кандидат             | Число голосів |
| -------------------- | ------------- |
| Франческо де Мартіно | 394           |
| Джузеппе Сарагат     | 48            |
| Пусті бюлетені       | 62            |
| Відсутні бюлетені    | 14            |
| Недійсні бюлетені    | 1             |

## 13 тур
16 грудня. Присутні: 986, Голосували: 514, Утримались: 472. Число голосів, необхідне для обрання: 505
| Кандидат             | Число голосів |
| -------------------- | ------------- |
| Франческо де Мартіно | 407           |
| Джузеппе Сарагат     | 49            |
| Пусті бюлетені       | 48            |
| Відсутні бюлетені    | 9             |
| Недійсні бюлетені    | 1             |

## 14 тур
17 грудня. Присутні: 984, Голосували: 475, Утримались: 509. Число голосів, необхідне для обрання: 505
| Кандидат             | Число голосів |
| -------------------- | ------------- |
| Франческо де Мартіно | 406           |
| Джузеппе Сарагат     | 49            |
| Пусті бюлетені       | 15            |
| Відсутні бюлетені    | 5             |
| Недійсні бюлетені    | 0             |

## 15 тур
18 грудня. Присутні: 976, Голосували: 472, Утримались: 504. Число голосів, необхідне для обрання: 505
| Кандидат             | Число голосів |
| -------------------- | ------------- |
| Франческо де Мартіно | 400           |
| Джузеппе Сарагат     | 42            |
| Пусті бюлетені       | 19            |
| Відсутні бюлетені    | 9             |
| Недійсні бюлетені    | 2             |

## 16 тур
18 грудня. Присутні: 969, Голосували: 425, Утримались: 544. Число голосів, необхідне для обрання: 505
| Кандидат             | Число голосів |
| -------------------- | ------------- |
| Франческо де Мартіно | 393           |
| П'єтро Ненні         | 7             |
| Амінторе Фанфані     | 6             |
| Алессандро Пертіні   | 5             |
| Пусті бюлетені       | 10            |
| Відсутні бюлетені    | 3             |
| Недійсні бюлетені    | 1             |

## 17 тур
19 грудня. Присутні: 969, Голосували: 428, Утримались: 541. Число голосів, необхідне для обрання: 505
| Кандидат             | Число голосів |
| -------------------- | ------------- |
| Франческо де Мартіно | 397           |
| Алессандро Пертіні   | 7             |
| Амінторе Фанфані     | 5             |
| Пусті бюлетені       | 13            |
| Відсутні бюлетені    | 6             |
| Недійсні бюлетені    | 0             |

## 18 тур
20 грудня. Присутні: 976, Голосували: 429, Утримались: 547. Число голосів, необхідне для обрання: 505
| Кандидат             | Число голосів |
| -------------------- | ------------- |
| Франческо де Мартіно | 402           |
| Алессандро Пертіні   | 7             |
| Пусті бюлетені       | 12            |
| Відсутні бюлетені    | 7             |
| Недійсні бюлетені    | 1             |

## 19 тур
21 грудня. Присутні: 976, Голосували: 432, Утримались: 544. Число голосів, необхідне для обрання: 505
| Кандидат             | Число голосів |
| -------------------- | ------------- |
| Франческо де Мартіно | 390           |
| Алессандро Пертіні   | 10            |
| П'єтро Ненні         | 9             |
| Пусті бюлетені       | 17            |
| Відсутні бюлетені    | 6             |
| Недійсні бюлетені    | 0             |

## 20 тур
21 грудня. Присутні: 973, Голосували: 427, Утримались: 546. Число голосів, необхідне для обрання: 505
| Кандидат             | Число голосів |
| -------------------- | ------------- |
| Франческо де Мартіно | 402           |
| Пусті бюлетені       | 15            |
| Відсутні бюлетені    | 10            |
| Недійсні бюлетені    | 0             |

## 21 тур
22 грудня. Присутні: 973, Голосували: 430, Утримались: 543. Число голосів, необхідне для обрання: 505
| Кандидат             | Число голосів |
| -------------------- | ------------- |
| Франческо де Мартіно | 400           |
| Алессандро Пертіні   | 6             |
| Пусті бюлетені       | 17            |
| Відсутні бюлетені    | 7             |
| Недійсні бюлетені    | 0             |

## 22 тур
23 грудня. Присутні: 991, Голосували: 991, Утримались: 0. Число голосів, необхідне для обрання: 505
| Кандидат           | Число голосів |
| ------------------ | ------------- |
| Джованні Леоне     | 503           |
| П'єтро Ненні       | 408           |
| Джузеппе Сарагат   | 7             |
| Алессандро Пертіні | 6             |
| Пусті бюлетені     | 46            |
| Відсутні бюлетені  | 19            |
| Недійсні бюлетені  | 2             |

## 23 тур
24 грудня. Присутні: 996, Голосували: 996, Утримались: 0. Число голосів, необхідне для обрання: 505
| Кандидат           | Число голосів |
| ------------------ | ------------- |
| Джованні Леоне     | 518           |
| П'єтро Ненні       | 408           |
| Алессандро Пертіні | 6             |
| Пусті бюлетені     | 36            |
| Відсутні бюлетені  | 25            |
| Недійсні бюлетені  | 3             |